# Elimination Chamber (2022)
L'édition 2022 d'Elimination Chamber est un Premium Live Event de catch (lutte professionnelle) produit par la World Wrestling Entertainment (WWE), une fédération de catch américaine qui est télédiffusée et visible en paiement à la séance sur le WWE Network. L'évènement a eu lieu le 19 février 2022 au Jeddah Super Dome à Jeddah en Arabie Saoudite. Il s'agit de la douzième édition d'Elimination Chamber, événement annuel qui, comme son nom l'indique, propose un Elimination Chamber match en tête d'affiche.

## Contexte
Les spectacles de la World Wrestling Entertainment (WWE) sont constitués de matchs aux résultats prédéterminés par les scénaristes de la WWE. Ces rencontres sont justifiées par des storylines – une rivalité avec un catcheur, la plupart du temps – ou par des qualifications survenues dans les shows de la WWE telles que Raw, SmackDown. Tous les catcheurs possèdent une gimmick, c'est-à-dire qu'ils incarnent un personnage gentil (face) ou méchant (heel), qui évolue au fil des rencontres. Un événement comme Elimination Chamber est donc un événement tournant pour les différentes storylines en cours,.

## Tableau des matchs
| Ordre par numéros | Résultat                                                                                       | Stipulation(s) | Temps |
| --- | ---------------------------------------------------------------------------------------------- | --- | ----- |
| 1P | Rey Mysterio (avec Dominik Mysterio) bat The Miz                                               | Match simple | 8:20  |
| 2 | Roman Reigns (c) (avec Paul Heyman) bat Goldberg                                               | Match simple pour le WWE Universal Championship                                                                     | 6:00  |
| 3 | Bianca Belair bat Rhea Ripley, Nikki A.S.H, Doudrop, Liv Morgan et Alexa Bliss                 | Elimination Chamber match La gagnante affrontera Becky Lynch pour le WWE Raw Women's Championship à WrestleMania 38 | 15:45 |
| 4 | Naomi et Ronda Rousey battent Charlotte Flair et Sonya Deville                                 | Tag Team match Ronda Rousey combattra avec un bras attaché dans le dos                                              | 9:10  |
| 5 | Drew McIntyre bat Madcap Moss (avec Happy Corbin)                                              | Falls Count Anywhere match                                                                                          | 9:00  |
| 6 | Becky Lynch (c) bat Lita                                                                       | Match simple pour le WWE Raw Women's Championship                                                                   | 12:10 |
| 7 | The Usos (Jimmy et Jey Uso) (c) contre The Viking Raiders (Erik et Ivar)                       | Tag Team match pour les WWE SmackDown Tag Team Championship                                                         | N/A   |
| 8 | Brock Lesnar bat Bobby Lashley (c), Seth "Freakin" Rollins, Austin Theory, Riddle et AJ Styles | Elimination Chamber match pour le WWE Championship                                                                  | 14:55 |
| La lettre C placée entre parenthèses désigne la personne ou l’équipe championne en titre. P – indique que le match a eu lieu lors du pré-show |                                                                                                | |       |

## Détails des Elimination Chamber matchs

### Pour être la challengeuse au titre féminin de Raw
| Ordre d'élimination | Catcheuse     | Ordre d'entrée | Éliminée par  | Mouvement d'élimination | Temps |
| ------------------- | ------------- | -------------- | ------------- | ----------------------- | ----- |
| 1                   | Nikki ASH     | 2              | Rhea Ripley   | Riptide                 | 6:20  |
| 2                   | Doudrop       | 3              | Liv Morgan    | Sunset bomb             | 8:50  |
| 3                   | Liv Morgan    | 1              | Alexa Bliss   | Twisted Bliss           | 12:10 |
| 4                   | Rhea Ripley   | 4              | Bianca Belair | KOD                     | 12:45 |
| 5                   | Alexa Bliss   | 5              | Bianca Belair | KOD                     | 15:45 |
| Vainqueur           | Bianca Belair | 6              | N/A           | N/A                     | 15:45 |

### Pour le titre de la WWE
| Ordre d'élimination | Catcheur      | Ordre d'entrée | Éliminé par  | Mouvement d'élimination | Temps |
| ------------------- | ------------- | -------------- | ------------ | ----------------------- | ----- |
| 1                   | Bobby Lashley | 5              | -            | Commotion cérébrale     | -     |
| 2                   | Seth Rollins  | 2              | Brock Lesnar | F5                      | 9:50  |
| 3                   | Riddle        | 3              | Brock Lesnar | F5                      | 10:05 |
| 4                   | AJ Styles     | 4              | Brock Lesnar | F5                      | 11:00 |
| 5                   | Austin Theory | 1              | Brock Lesnar | F5                      | 14:55 |
| Vainqueur           | Brock Lesnar  | 6              | N/A          | N/A                     | 14:55 |